# Redes Frenteamplistas
Las Redes Frenteamplistas constituyen un grupo de militantes de izquierda afines al Frente Amplio (Uruguay).
Con un estilo moderno y descontracturado, recurren a técnicas propias del ciberactivismo como una nueva manera de convocar, participar y hacer en política. Su participación en las elecciones de 2009 se suele comparar con el fenómeno electoral de Barack Obama en 2008, por el aporte que hicieron a la candidatura de José Mujica, especialmente en el balotaje.
Formulan críticas muy duras a la estructura del Frente Amplio, por pesada e inadaptada a los tiempos que corren y consideran difícil integrarse a la orgánica establecida del partido, porque su manera de participar en política es muy diferente; "se aburren" de participar en los comités de base.
En julio de 2013 organizó el Primer Enredo Internacional de Montevideo, un encuentro para explorar múltiples y diversas expresiones políticas y sociales en el mundo, disparadas a través de la participación en las redes sociales.
En septiembre de 2019, las Redes organizaron la movilización masiva conocida como «el Banderolazo», en promoción de la candidatura de Daniel Martínez a la presidencia de la República para los comicios de ese año.